# Manitou (jezioro)
Manitou – największe jezioro na wyspie Manitoulin w Kanadzie. Jego powierzchnia wynosi około 104 km². Jest największym na świecie jeziorem na wyspie położonej na innym jeziorze (Huron). Nazywane jest z tego powodu "jeziorem w jeziorze".